# Murphy’s

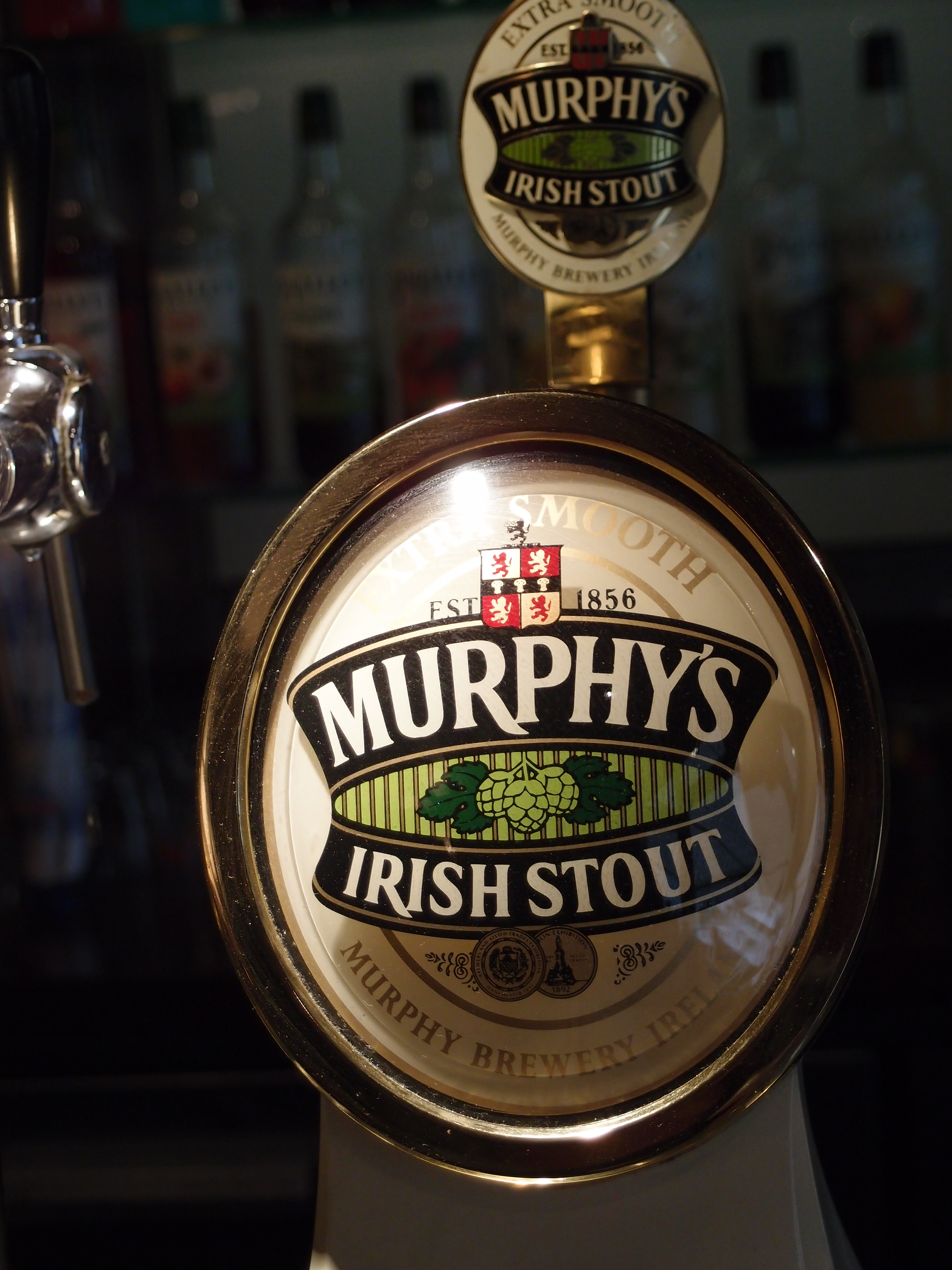
Zapfhahn

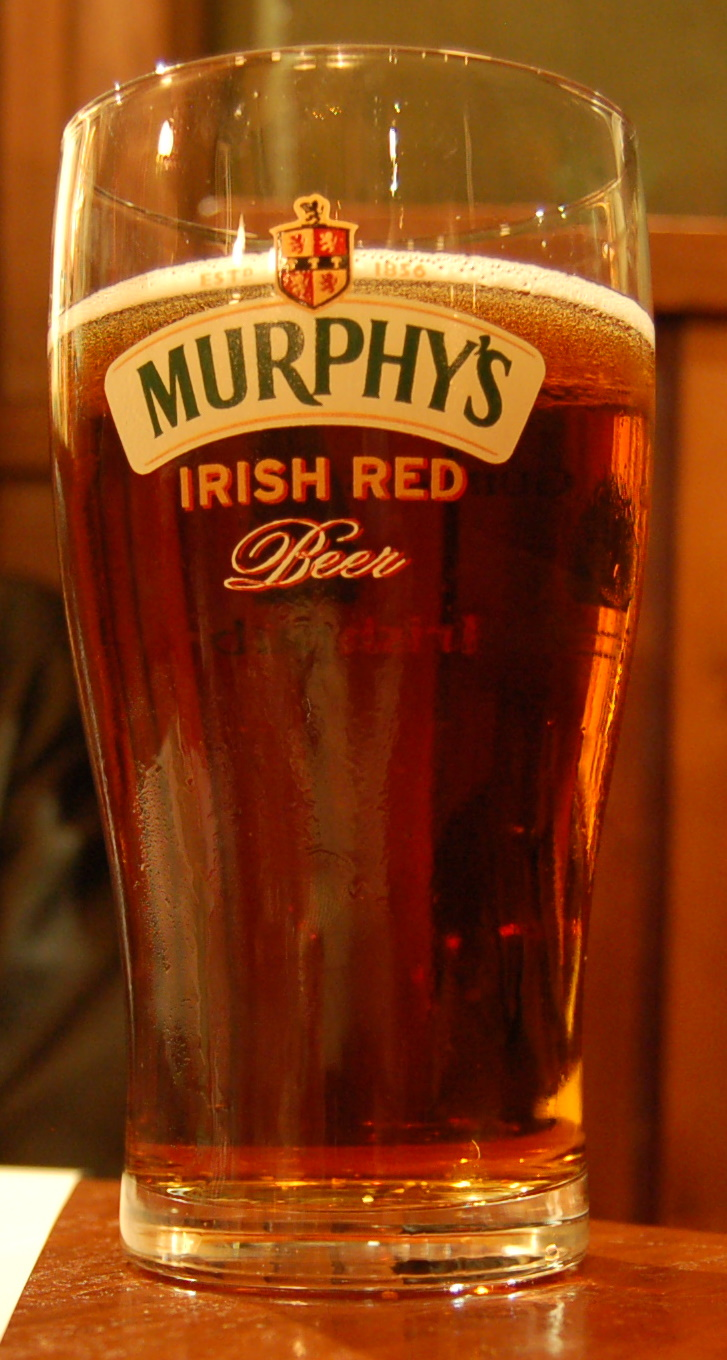
Ein Pint Murphy’s Irish Red

Murphy’s ist eine irische Brauerei in Cork.

## Geschichte
Die Brauerei wurde im Jahr 1856 durch James Jeremiah Murphy gemeinsam mit seinen Brüdern in Cork gegründet. Sie befindet sich seitdem in einem riesigen ehemaligen Krankenhausgebäude, in dessen Nähe eine Quelle namens Lady’s Well liegt, die der Mutter Gottes geweiht ist und der Wunderheilkräfte nachgesagt werden. Vor diesem Hintergrund ist die Murphy’s Brauerei auch unter dem Namen Lady’s Well Brauerei bekannt. Zunächst wurde nur das damals in Irland populäre Porter gebraut, später auch das cremig-milde Murphy’s Irish Stout, das bis zum heutigen Tage ein Markenzeichen Corks ist und exportiert wird. Es ähnelt den beiden anderen irischen Stouts Guinness und Beamish. Im Jahr 1975 wurde ein Lizenzabkommen geschlossen und Murphy’s braut seit diesem Zeitpunkt Heineken für den irischen Markt. Seit 1983 befindet sich die Murphy’s-Brauerei im Besitz von Heineken International und firmiert heute hauptsächlich unter diesem Namen.
In Cork befand sich auch eine Destille gleichen Namens (Die Blended-Whiskey-Marke Murphy’s wurde später von Irish Distillers in Midleton hergestellt).

## Marken
- Murphy’s Stout
- Murphy’s Irish Red